# Plagithmysus varians
Plagithmysus varians là một loài bọ cánh cứng trong họ Cerambycidae.